# Cherry AB
Cherry AB – szwedzkie przedsiębiorstwo, od 18 października 2017 notowane na giełdzie papierów wartościowych w Sztokholmie (Nasdaq Stockholm).
Przedsiębiorstwo działa od 1963 roku i jest właścicielem między innymi marek CherryOn, Cherrycasino, jak też udziałowcem np. Yggdrasil.

## Działalność w Polsce
28 czerwca 2018 roku spółka Cherry Online Polska Sp. z o.o z siedzibą w Warszawie otrzymała zezwolenie na przyjmowanie zakładów wzajemnych przez Internet. Z tego podmiotu powstała marka PZBuk, która obecnie działa jako bukmacher. 7 czerwca 2022 roku spółka Cherry Online Polska Sp. z o.o otrzymała kolejne zezwolenie na przyjmowanie zakładów. We wrześniu 2023 roku spółka ogłosiła pod swoim szyldem rozpoczęcie działalności bukmachera ComeOn.
Polskie Zakłady Bukmacherskie nie ubiegały się o licencję na udzielanie zakładów wzajemnych w punktach stacjonarnych.

### Sponsoring
Firma Cherry Online Polska wspiera polskich sportowców i wydarzenia sportowe. Marka PZBUK jest oficjalnym sponsorem:
– Reprezentacja Polski w koszykówce mężczyzn
– Reprezentacja Polski w hokeju na lodzie mężczyzn
– Basket Liga Kobiet
– Polska Hokej Liga
– Polska Liga Koszykówki
– Puchar Polski w koszykówce mężczyzn